# واروژان ووسگانیان
واروژان ووسگانیان (تلفظ رومانیایی: [varuˈʒan vosɡaniˈan]; ارمنی: Վարուժան Ոսկանյան؛ رومانیایی: Varujan Vosganian زادهٔ ۲۵ ژوئیهٔ ۱۹۵۸) سیاست‌مدار، اقتصاددان، مقاله‌نویس و شاعر ارمنی‌تبار اهل رومانی است.
وی عضو حزب ملی لیبرال می‌باشد.
وی در سال ۱۹۸۲ میلادی در رشته تجارت از «آکادمی مطالعات اقتصادی بخارست» فارغ‌التحصیل شده‌است. وی همچنین در سال ۱۹۹۱ میلادی رشته ریاضیات از دانشگاه بخارست فارغ‌التحصیل شده‌است. ووسگانیان مدرک دکتری خویش در رشته علم اقتصاد در سال ۱۹۹۸ کسب نموده‌است.
در سال ۱۹۹۰ میلادی وی رئیس «اتحادیهٔ ارمنی‌های رومانی» شد. ووسگانیان دو مرتبه به ترتیب در سال‌های (۱۹۹۰–۱۹۹۲ و ۱۹۹۲–۱۹۹۶) به عضویت مجلس رومانی درآمد؛ و همچنین دو مرتبه به ترتیب در سال‌های (۱۹۹۶–۲۰۰۰ و ۲۰۰۴–۲۰۰۸), در فهرست حزب لیبرال ملی به سنای رومانی راه یافت.